# Charity Organisation Society
Las Sociedades de Organizaciones de Caridad se fundaron en Inglaterra en 1869 a raíz de la 'Acta de Goschen' que buscaba restringir severamente la ayuda externa distribuida por los Guardianes de la Ley de Pobres siguiendo las líneas del sistema Elberfeld. A principios de la década de 1870, se formaron unas cuantas sociedades locales con la intención de restringir la distribución de ayuda exterior a los ancianos.
También llamada Associated Charities, fue una organización benéfica privada que existió a fines del siglo XIX y principios del XX como centro de intercambio de información sobre los pobres. La sociedad se ocupaba principalmente de la distinción entre los pobres merecedores y los pobres no merecedores. La sociedad creía que dar caridad sin investigar los problemas detrás de la pobreza creaba una clase de ciudadanos que siempre dependerían de la limosna.
La sociedad se originó en Elberfeld, Alemania y se extendió a Buffalo, Nueva York alrededor de 1877. La convicción de que la socorro promovía la dependencia fue la base para la formación de las Sociedades. En lugar de ofrecer alivio directo, las sociedades abordaron el ciclo de la pobreza. Los visitantes de organizaciones benéficas del vecindario enseñaron los valores del trabajo duro y el ahorro a personas y familias. El COS creó registros centralizados y servicios administrativos y puso énfasis en las investigaciones objetivas y la capacitación profesional. Hubo un fuerte énfasis científico mientras los visitantes de la organización benéfica organizaban sus actividades y aprendían unos de otros principios de práctica y técnicas de intervención. El resultado condujo al origen del trabajo social. Poco a poco, a lo largo de los años siguientes, los visitantes voluntarios comenzaron a ser reemplazados por personal remunerado.

## Operaciones
Las sociedades de organizaciones benéficas estaban formadas por grupos de caritativos que utilizaban la filantropía científica para ayudar a personas pobres, angustiadas o desviadas. Las Sociedades se consideraban más que simples donantes de limosnas. Su objetivo final era restaurar tanta autosuficiencia y responsabilidad como un individuo pudiera manejar. A través de sus actividades, las Sociedades tendían a ser conscientes de la gama de servicios sociales disponibles en sus comunidades. De esta forma se convirtieron en la principal fuente de información y referencia para todos los servicios. Gracias a estas derivaciones, una Sociedad se convertía a menudo en la agencia central de los servicios sociales de su comunidad. Por ejemplo, la Charity Organization Society de Denver, Colorado, precursora de la moderna United Way of America, coordinó las actividades caritativas de grupos judíos, congregacionalistas y católicos locales. Su trabajo bajo la dirección de Frances Wisebart Jacobs abarcó desde el trabajo con pacientes de tuberculosis al cuidado y educación de niños pequeños y fue financiado en parte por ayuda directa de la propia ciudad.

## Movimiento de casas de asentamiento
La Sociedad de Organización de Caridad puede compararse con el movimiento de las casas de asentamiento, que enfatizaba la reforma social en lugar de los problemas personales como el foco apropiado de la caridad.

## Eficacia y crítica
A pesar de sus afirmaciones de que la caridad privada sería superior al bienestar público porque mejoraba el carácter moral de los beneficiarios, los registros de la sucursal de la COS en Indianápolis muestran que solo una minoría de los beneficiarios de su ayuda lograron volverse autosuficientes, con La tasa de salida disminuyó drásticamente cuanto más tiempo estuvieron las personas recibiendo ayuda. Las tasas de salida son similares a las de los programas de bienestar público de finales del siglo XX, a pesar del hecho de que la COS sólo otorgaba ayuda únicamente a los beneficiarios que consideraba dignos y mejorables. Además, los diarios mantenidos por los trabajadores sociales del COS y los “visitantes amistosos” indican que no tenían una relación amistosa con los beneficiarios de la ayuda, sino que los describían en términos despectivos e interactuaban con ellos de una manera intrusiva y presuntuosa. , Stephen (2004), ' 'La autosuficiencia antes del Estado de bienestar: evidencia del movimiento de organizaciones de caridad en los Estados Unidos'. Revista de Historia Económica, Vol. 64, N.º 2, págs. 433–461
La COS fue repudiada por los pobres debido a su dureza, y sus siglas fueron traducidas por los críticos como "Cringe or Starve" (Encogerse o morir de hambre).